# Bambusa gibboides
Bambusa gibboides là một loài thực vật có hoa trong họ Hòa thảo. Loài này được W.T.Lin mô tả khoa học đầu tiên năm 1978.